# Ipparco il Pitagorico
Ipparco il Pitagorico (Crotone, intorno al 450 a.C. – dopo il 360 a.C.) è stato un filosofo greco antico vissuto a cavallo tra il V e il IV secolo a.C..

## Biografia
Non conosciamo nulla di lui, se non da Diogene Laerzio. Sappiamo, dal dossografo tardoantico, che era presente accanto a Democrito al momento della sua morte, dato che gli attribuiva l'età di 109 anni.
Inoltre, risulta che fosse un pitagorico, anche se fu criticato dal condiscepolo Liside per aver insegnato in pubblico, contravvenendo alle disposizioni di Pitagora secondo cui la filosofia era solo ad appannaggio di pochi. Poiché Liside operò alla fine del IV secolo d.C., si può dedurre che Ipparco fosse attivo in quel torno di tempo, dopo la diaspora dei pitagorici da Crotone.